# Бронепалубні крейсери типу «Етна»
Бронепалубні крейсери типу «Етна» (італ. Classe Etna) — серія бронепалубних крейсерів Королівських ВМС Італії кінця XIX століття.

## Представники
| Назва                               | Верф                              | Закладений          | Спущений на воду     | Вступив у стрій        | Доля                       |
| ----------------------------------- | --------------------------------- | ------------------- | -------------------- | ---------------------- | -------------------------- |
| Етна Etna                           | верф ВМФ, Кастелламмаре-ді-Стабія | 19 січня 1884 року  | 26 вересня 1885 року | 2 грудня 1887 року     | зданий на злам у 1921 році |
| Стромболі Stromboli                 | верф ВМФ, Венеція                 | 31 серпня 1884 року | 2 лютого 1886 року   | 20 березня 1888 року   | зданий на злам у 1911 році |
| Везувіо Vesuvio                     | «Oriando», Ліворно                | 10 липня 1884 року  | 21 березня 1886 року | 16 березня 1888 року   | зданий на злам у 1915 році |
| Етторе Ф'єрамоска Ettore Fieramosca | «Oriando», Ліворно                | 31 грудня 1885 року | 30 серпня 1888 року  | 16 листопада 1889 року | зданий на злам у 1909 році |

## Конструкція
Бронепалубні крейсери типу «Етна» були спроєктовані інженером Карло Вінья як подальший розвиток крейсера «Джованні Бозан».
Гармати головного калібру розміщувались в кільцевих барбетах, 152-мм гармати - у спонсонах. Вся артилерія прикривалась броньованими щитами. Крім того, бронювання палуби становило 37 мм, бойової рубки - 12 мм.
У 1900 році на кораблях встановили по одній 75-мм гарматі, кількість торпедних апаратів довели до чотирьох.
Силова установка складалась з 4 котлів та 2 парових машин потужністю до 7480 к.с., що забезпечувало швидкість до 17 вузлів. Запас вугілля становив 6 250 т. Дальність плавання на швидкості 10 вузлів - 3 500 миль.